# Нижняя Тига
Нижняя Тига — село в Чаинском районе Томской области, Россия. Входит в состав Усть-Бакчарского сельского поселения.

## История
Основано в 1908 году. По данным на 1926 года посёлок Нижняя Тига состоял из 21 хозяйств, основное население — удмурты. В административном отношении входила в состав Тигинского сельсовета Чаинского района Томского округа Сибирского края.

## Население
| 1926 | 1940 | 1956 | 1995 | 1996 | 1997 | 1998 |
| ---- | ---- | ---- | ---- | ---- | ---- | ---- |
| 124  | ↗229 | ↗290 | ↗329 | ↗366 | ↗369 | ↘357 |
| 1999 | 2002 | 2010 | 2012 | 2013 | 2014 | 2015 |
| ↘350 | ↘337 | ↘330 | ↘320 | ↘315 | ↘314 | ↘306 |
| 2021 |      |      |      |      |      |      |
| ↗308 |      |      |      |      |      |      |

Национальный состав
Согласно результатам переписи 2002 года, в национальной структуре населения русские составляли 60 %, удмурты — 30 %.